# Bartholomew Vanhomrigh
Bartholomew Vanhomrigh (* um 1665; † 29. Dezember 1703) war ein niederländischer Kaufmann, der es in Irland zu einem beachtlichen Vermögen brachte und unter Wilhelm III. diverse Ämter bekleidete.
Vanhomrigh, der schon in Amsterdam als Kaufmann aktiv gewesen war, zog im späten 17. Jahrhundert nach Irland. Dort ließ er sich in Dublin nieder. Nachdem er bereits 1688 Freeman of the City in Dublin wurde, erfolgte 1689 seine Einbürgerung. Von 1697 bis 1698 bekleidete er das Amt des Oberbürgermeisters der Stadt (Lord Mayor of Dublin).
Von 1692 bis 1693 sowie von 1695 bis 1699 saß Vanhomrigh für den Wahlkreis Londonderry im Parliament of Ireland. Des Weiteren war er Fellow der Dublin Philosophical Society und fungierte als Gouverneur des King's Hospital in Oxmantown.
Bartholomew Vanhomrigh heiratete 1686 Esther Stone. Das Paar hatte vier Kinder, zwei Söhne und zwei Töchter. Seine älteste Tochter Esther Vanhomrigh (1688–1723) wurde der Nachwelt vor allem durch ihre Beziehung mit dem irischen Schriftsteller und Satiriker Jonathan Swift bekannt.